# King Pin
King Pin är en bergstopp i Antarktis. Den ligger i Östantarktis. Nya Zeeland gör anspråk på området. Toppen på King Pin är 820 meter över havet, eller 329 meter över den omgivande terrängen. Bredden vid basen är 5,3 km.
Terrängen runt King Pin är kuperad åt sydväst, men åt nordost är den platt. Trakten är obefolkad. Det finns inga samhällen i närheten.